# ЛМС-901
ЛМС-901 «Байкал» —  проект российского лёгкого многоцелевого турбовинтового однодвигательного самолёта, предназначавшегося для замены устаревшего Ан-2.
Проект разработан Уральским заводом гражданской авиации (УЗГА) (контракт на разработку заключила дочерняя компания УЗГА, «Байкал-Инжиниринг») и Московским авиационным институтом, по заданию и при поддержке Минпромторга, в рамках государственной программы по развитию малой авиации.
Запуск серийного производства ЛМС-901 планировалось начать с 2024 года. Но после принятия решения о ремоторизации самолета с отечественными агрегатами, срок был перенесен на 2026 год.

## История
Изначально проект лёгкого многоцелевого самолёта «Байкал» для замены Ан-2 выполнял Сибирский НИИ авиации имени Чаплыгина (СибНИА). Были разработаны самолёты ТВС-2МС (ремоторизованный Ан-2) и ТВС-2ДТС (цельнокомпозитный самолёт-биплан). Однако самолёт, созданный СибНИА, не отвечал целому ряду требований заказчика. Прежде всего самолёт оказался переразмеренным. Согласно действующим российским нормам лётной годности число пассажиров на борту однодвигательного самолёта не должно превышать 9 человек, что не позволит в полной мере реализовать внутренние объёмы и грузоподъёмность ТВС-2ДТС (рассчитан на 12—14 пассажиров). Кроме того, ТВС-2ДТС имеет взлётную массу свыше 5700 кг.
Также, к 2019 году в России не удалось локализовать критические компоненты ТВС-2ДТС: турбовинтовой двигатель мощностью 1100—1300 л. с. и углепластиковую ткань нужного типа. В итоге Минпромторг отказался от развития проекта ТВС-2ДТС и объявил новый конкурс на создание лёгкого многоцелевого самолёта.
В сентябре 2019 года стало известно, что Минпромторг определил Уральский завод гражданской авиации (УЗГА) как разработчика лёгкого многоцелевого самолёта на замену Ан-2 в варианте моноплана. В том же месяце Центральный институт авиационного моторостроения (ЦИАМ) выдал одобрение на аванпроект применения двигателя ВК-800 в качестве силовой установки самолёта с рекомендацией разработать как двухдвигательный, так и однодвигательный вариант самолёта.
В УЗГА заявили, что моноплан будет иметь взлётный вес 4800 кг. Взлётно-посадочные характеристики новой машины должны соответствовать или превосходить характеристики Ан-2: самолёт должен иметь крейсерскую скорость 300 км/ч, дальность не менее 1500 км с нагрузкой 2 тонны. Предполагается, что новый самолёт будет гораздо меньше зависеть от критически значимых импортных комплектующих, в частности, двигатели и композитные материалы планера будут российскими. В настоящий момент самолёт комплектуется (в том числе для сертификации) двигателем H80-100 производства GE Aerospace; впоследствии заказчики смогут выбрать один из двух вариантов двигателя.
Разработку проекта нового самолёта выполнили, по заказу УЗГА, в Московском авиационном институте (МАИ). Комплект конструкторской документации на опытный образец планировалось создать до сентября 2020 года, к декабрю планировалось создать опытный образец для статических испытаний.
В октябре 2019 года объявлено о контракте Минпромторга с «Байкал инжиниринг» (дочерняя компания УЗГА), на сумму 1,25 млрд руб.

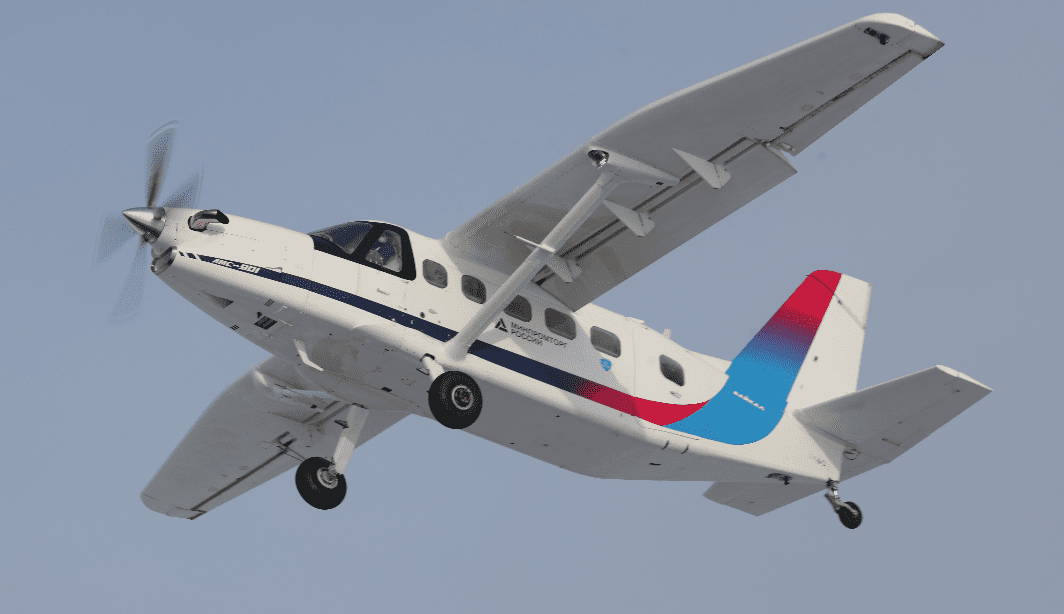
Первый полёт самолёта ЛМС-901 «Байкал». 30 января 2022 года

Премьера самолёта состоялась на Международном авиакосмическом салоне МАКС-2021.
Лётные испытания ЛМС-901 «Байкал» намеревалось начать в октябре 2021 года, однако впоследствии первый полёт самолёта был перенесён на начало 2022 года.
30 января 2022 года на арамильском аэродроме «Екатеринбург» в Свердловской области ЛМС-901 «Байкал» совершил первый испытательный полёт, длившийся приблизительно 25 минут на высоте 500 метров. Машиной управлял лётчик-испытатель первого класса Валентин Лаврентьев.
В 2022 году на доводку «Байкала» было выделено из госбюджета ещё 3,5 млрд рублей. Также сообщалось, что лёгкий многоцелевой самолёт «Байкал» получит в 2024 году гибридную силовую установку, включающую маршевый и электрический двигатель.
Серийное производство «Байкала» предполагалось развернуть в 2024 году на уровне выпуска 30 самолётов в год, а впоследствии довести до ежегодной сдачи 50 машин, на территории особой экономической зоны «Титановая долина»). Для этого необходимо было создать новый производственный комплекс на 1200 рабочих мест, завершить строительство планировалось в 2024 году.
Также сообщалось, что УЗГА рассматривает для строительства производственных мощностей площадки в Комсомольске-на-Амуре.

Стоимость одной единицы на 2022 год по разным данным планировалась от 120 до 200 млн рублей, на 2025 год — 220 млн до 340 млн рублей.

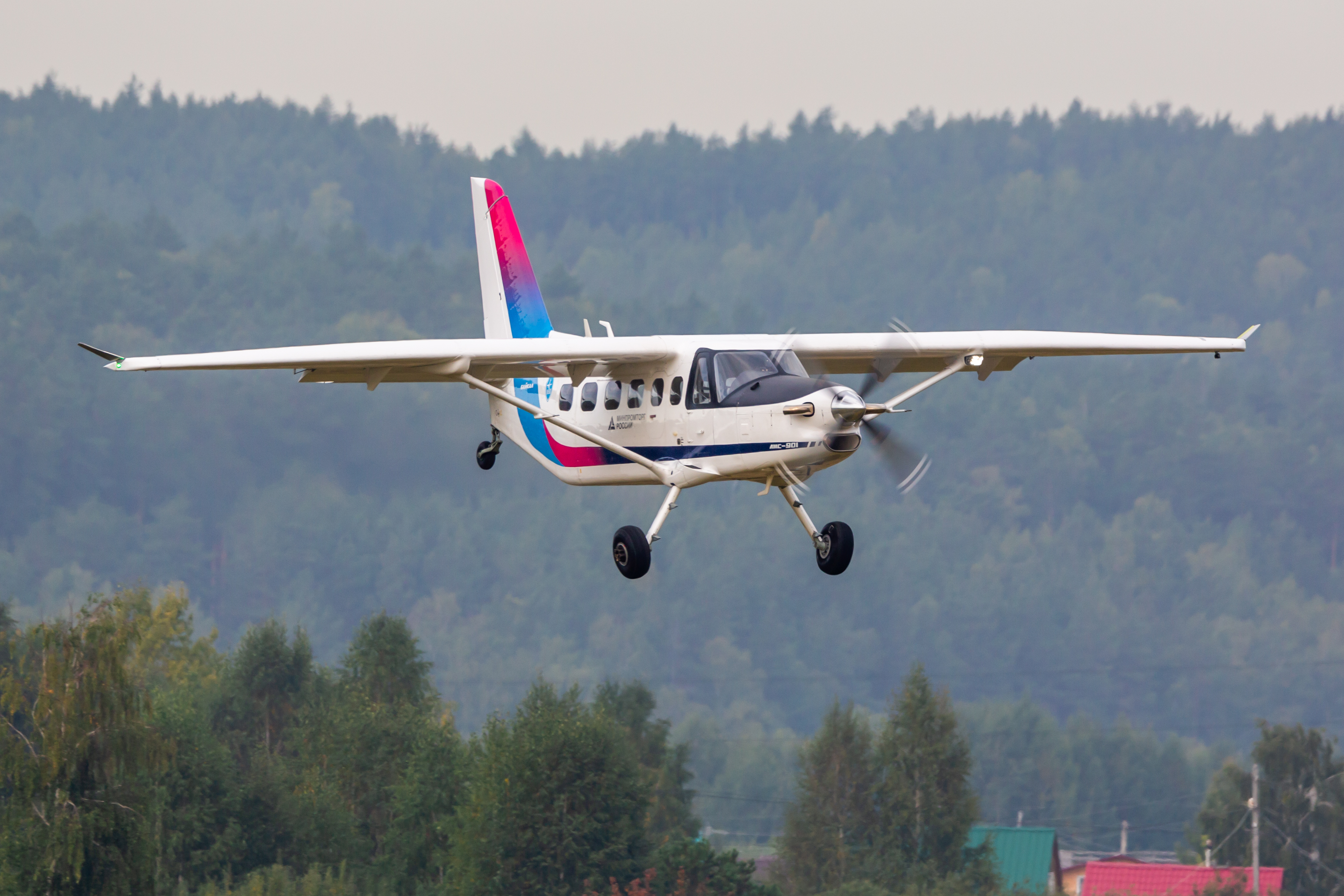
Самолёт ЛМС-901 проходит очередные лётные испытания. Сентябрь, 2022

Производство самолёта ЛМС-901 «Байкал» на Улан-Удэнском авиационном заводе, вопреки планам и многим предыдущим заверениям, развёрнуто не будет, головной площадкой по изготовлению «Байкала» станет «Уральский завод гражданской авиации (УЗГА)» в Екатеринбурге, часть самолётов — с американским двигателем — в Казахстане (так, в июле 2021 года был подписан контракт, по которому казахстанское АО «Казахстанская авиационная индустрия» приобретает миноритарную долю в ООО «Байкал-инжиниринг» за 1 млрд рублей (>5,7 млрд тенге) и получает лицензию на выпуск ЛМС-901. В планах казахстанской компании начать в 2024 году производство самолётов «Байкал» с объёмом до 30-50 бортов в год, в том числе на экспорт).
В начале февраля 2023 года правительство согласовало инвестпроект по поставке российской авиатехники в лизинг дальневосточной авиакомпании «Аврора» на общую сумму более 55 млрд рублей, согласно паспорту проекта, первые пять «Байкалов» компания должна получить уже в 2025, ещё пять — в 2026 году. Первые самолёты «Байкал» будут использоваться для авиалесоохраны и санавиации (а не для перевозки пассажиров, как планировалось ранее).
В феврале 2025 года появилась информация о том, что у самолёта обнаружены конструктивные проблемы, на устранение которых может потребоваться до пяти лет. Рассматриваются варианты заморозки проекта или передачи его в S7 Group. В качестве временной альтернативы может быть принята модернизация (ремоторизация) существующего парка Ан-2 путём установки на них турбовинтового двигателя ТВД-10Б, производство которого будет возобновлено Объединённой двигателестроительной корпорацией. 
14 мая 2025 вице-премьер правительства Юрий Трутнев сообщил, что производство самолёта ЛМС-901 развёрнуто не будет, разработка проекта «зашла в тупик».
Вскоре после этого заявления в пресс-службе Минпромторга указали, что работы по «Байкалу» продолжаются, на эти цели уже выделены 10 миллиардов рублей; позднее уже сам Трутнев уточнил, что соберет совет конструкторов для выяснения возможности продолжения разработки..
Минпромторг опроверг заявление чиновника, сообщив, что 9 апреля 2025 года с «Уральским заводом гражданской авиации» (УЗГА) заключили госконтракт на выполнение работ по созданию самолета «Байкал».
Второй опытный образец «Байкала» продолжил полёты летом 2025 г.

## Характеристики
Лётно-технические характеристики (ЛТХ):
| Характеристика                          | Значение        |
| --------------------------------------- | --------------- |
| Габариты (ДхШхВ), м                     | 12,18х16,54х3,7 |
| Размах крыла                            | 16,5 метра      |
| Площадь крыла                           | 28,734 м²       |
| Масса пустого                           | 2040 кг         |
| Пассажировместимость                    | 9 чел.          |
| Максимальная взлётная масса             | 4800 кг         |
| Максимальная дальность                  | 3000 км         |
| Расчётная дальность с нагрузкой 2000 кг | 1500 км         |
| Дистанция разбега/пробега               | 220/195 м       |
| Крейсерская скорость                    | до 300 км/ч     |
| Макс. скорость на высоте 3000 м         | 300 км/ч        |
| Посадочная скорость                     | 95 км/ч         |

Дистанция посадки 350 м